# Китами (провинция)
Китами (яп. 北見国 Китами но куни) была недолго просуществовавшей японской провинцией, расположенной на Хоккайдо. Располагалась на территории современных округов Соя и Абасири без части уезда Абасири.

## История
- 15 августа 1869 — провинция Китами была основана (включала в себя 8 районов)
- 1872 — перепись населения насчитывает 1 511 человек
- 1882 — провинция присоединена к губернаторству Хоккайдо